# Jacky Duquesne
Jacky Duquesne (Marcinelle, Bélgica; 22 de abril de 1940 – Marcinelle, Bélgica; 8 de diciembre de 2023) fue un futbolista bélga que jugó en la posición de guardameta.

## Carrera

### Club
| Periodo   | Club              | Apariciones | Goles |
| --------- | ----------------- | ----------- | ----- |
| 1961-1963 | Olympic Charleroi | 25          | 0     |
| 1963-1964 | KAA Gent          | 4           | 0     |
| 1964-1979 | Olympic Charleroi | 330         | 0     |

### Selección nacional
Jugó para Bélgica en una ocasión en 1968 y estuvo en la Copa Mundial de Fútbol de 1970. También jugó para la selección sub-20 en cuatro ocasiones de 1958 a 1962.

## Logros
- Segunda División de Bélgica (1): 1974